# Carlos José Ñáñez
Carlos José Ñáñez (Córdova, 9 de agosto de 1946) é um clérigo argentino e arcebispo católico romano emérito de Córdoba.
Ñáñez entrou no seminário da Arquidiocese de Córdoba depois de se formar no Liceo Militar General Paz do Exército Argentino. Graduou-se em teologia pela Pontifícia Universidade Gregoriana de Roma. Em 17 de julho de 1971 recebeu o Sacramento da Ordem em Córdoba. Foi capelão adjunto do Liceo Militar General Paz, depois capelão do Colegio Nuestra Señora del Huerto de Córdoba. Trabalhou no seminário de Córdoba e foi Pró-Reitor e Regente do Seminário de 1978 a 1988. De 1989 a 1990 foi pároco da paróquia do Cristo Redentor em Córdoba.
Em 12 de dezembro de 1990, o Papa João Paulo II o nomeou Bispo Titular de Lete e Bispo Auxiliar de Córdoba. Foi ordenado bispo em 24 de janeiro de 1991 pelo Arcebispo de Córdoba, cardeal Raúl Francisco Primatesta. Os co-consagradores foram o Arcebispo Ubaldo Calabresi, Núncio Apostólico na Argentina, e Adolfo Roque Esteban Arana, Bispo de Río Cuarto. 
Carlos José Ñáñez foi nomeado Arcebispo Coadjutor de Tucumán em 20 de dezembro de 1995. Tomou posse em 2 de fevereiro de 1996. 
O Papa João Paulo II nomeou Ñáñez Arcebispo de Córdoba em 17 de novembro de 1998. Tomou posse em 12 de março de 1999. Em 29 de junho do mesmo ano, recebeu o pálio do Papa João Paulo II.
Ñáñez pertence à Conferência Episcopal Argentina CEA e foi membro da Comissão Episcopal de Ministérios (1991-1999), Presidente da Comissão Episcopal para a Família (1999-2005) e desde 2005 é Presidente da Comissão Episcopal de Liturgia e a Comissão "ad hoc" para o Missal Católico na Argentina.
Em 22 de julho de 2014, o Papa Francisco o nomeou membro do Pontifício Conselho para a Promoção da Unidade dos Cristãos.
Seu pedido de aposentadoria foi concedido pelo Papa Francisco em 6 de novembro de 2021 e, ao mesmo tempo, Ángel Sixto Rossi SJ foi nomeado seu sucessor.